# František Křenek
František Křenek (21. srpna 1894 Předhradí – 23. března 1942 Auschwitz) byl propagátorem společenského života a turistiky na Blanensku a odbojář popravený nacisty.

## Život
František Křenek se narodil 21. srpna 1894 v Předhradí na Skutečsku. Vyučil se zedníkem a začal pracovat v Blansku ve stavebním závodě zdejšího podniku ČKD. Výrazně se zapojil do blanenského veřejného dění. Byl členem Sokola, předsednictva župy Krále Jiřího a vedoucím jejího stavebního odboru. Také byl jedním z hlavních iniciátorů výstavby blanenské sokolovny. Za tímto účelem organizoval divadelní představení a další společenské akce, z jejichž výtěžku byla výstavby spolufinancována. Stal se rovněž předsedou blanenského odboru Klubu českých turistů a z této pozice propagoval přírodní krásy v okolí města a Moravského krasu, organizoval a sám prováděl vyznačování turistických tras, po nějakou dobu byl i správcem turistické chaty u Macochy. Po německé okupaci v březnu 1939 vstoupil do protinacistického odboje v řadách Obrany národa. Za svou činnost byl 8. října 1941 zatčen gestapem, vyslýchán a vězněn. Dne 23. března 1942 byl popraven v koncentračním táboře Auschwitz.

## Posmrtné upomínky

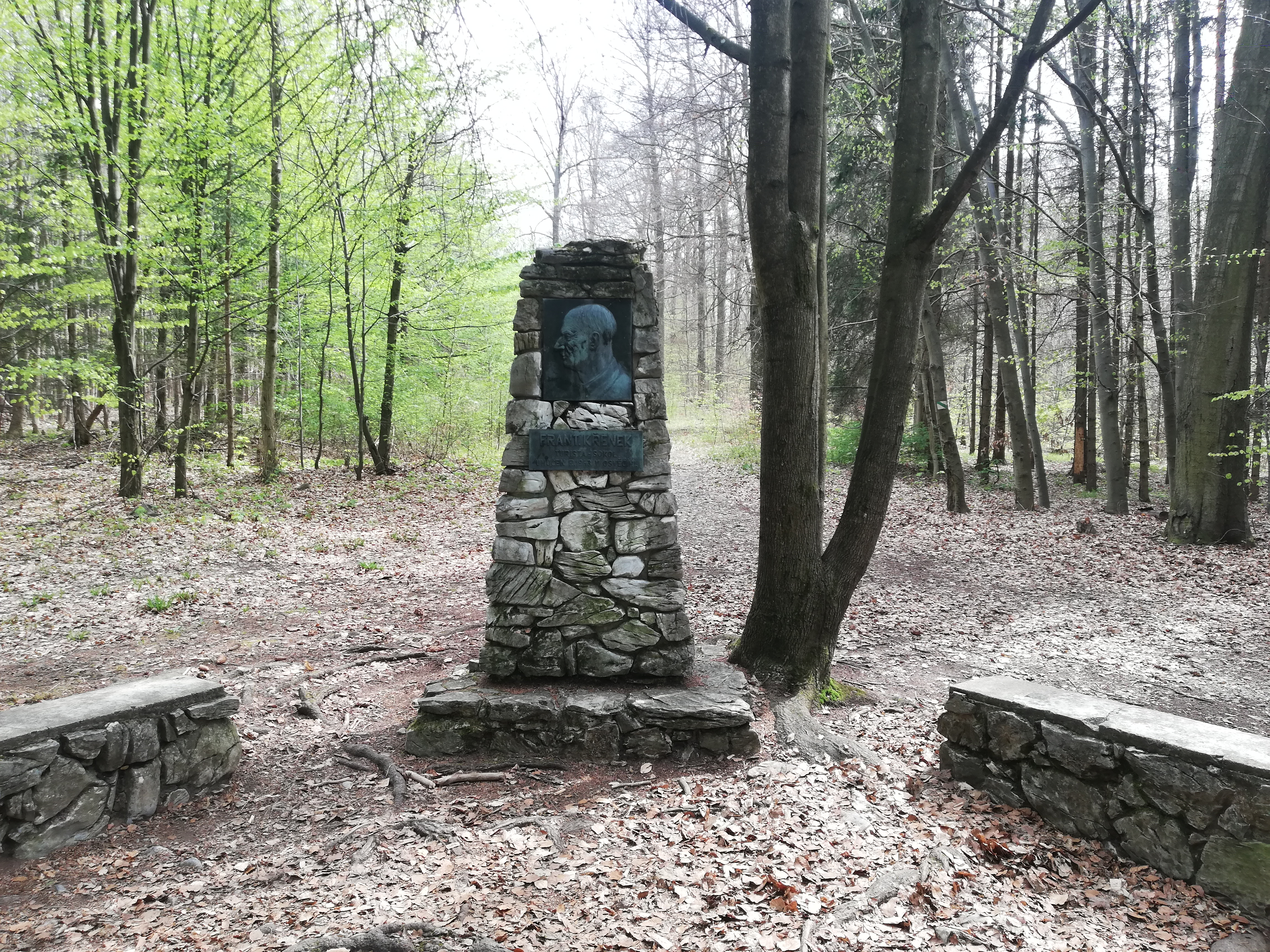
Pomník Františka Křenka poblíž Macochy

- Po Františku Křenkovi byla pojmenována turistická trasa spojující Kateřinskou jeskyni a propast Macocha. Přibližně v její polovině mu byl odhalen pomník.[1]